# Magic Dirt
Magic Dirt est un groupe de rock australien, originaire de Geelong. Formé en 1991, il est l'un des groupes les plus persistants à être issus de la scène musicale australienne des années 1990, alors même qu'ils sont toujours restés relativement à l'écart du succès commercial.

## Biographie

### Débuts (1989–1993)
Magic Dirt se forme sous le nom de Deer Bubbles en 1991 à Geelong, Victoria, avec Adalita Srsen au chant et à la guitare, et Dean Turner à la basse. La même année, ils démarrent un nouveau groupe transitoire du nom de Detroit, Brad et The Jim Jims, avec le guitariste Daniel Herring. Sous le nom de The Jim Jims, le groupe enregistre une reprise du moreau Heroin des Velvet Underground pour une compilation de Geelong intitulée Check this Action ... Let the Fun Begin, publiée en 1992. Après l'arrivée du batteur Adam Robertson, ils jouent sous le nom de Magic Dirt. Au début de 1993, le groupe joue en soutien à Sonic Youth et Pavement à leurs tournées australiennes. Plus tard dans l'année, le groupe publie le single Supertear pour le label Fellaheen Records. À sa sortie en fin juillet, le groupe se sépare. Cependant, il se réunit pour signer au label Au Go Go Records en novembre. Le premier EP, Signs of Satanic Youth, est publié en décembre, avec le morceau Redhead qui est diffusé par Triple J.

### Période The Au Go Go (1993–1999)
En avril 1994, Magic Dirt qui se sépare, se réunit tout de même pour enregistrer un EP, Life Was Better, en novembre. L'EP comprend les morceaux Ice et Amoxycillin et se place premier des classements indépendants australiens. Il reste au classement pendant 75 semaines, terminant à 20 000 exemplaires vendus. Life Was Better est nommé quatre fois à l'ARIA Music Awards of 1995.
Au début de 1995, le groupe joue au festival Big Day Out à travers l'Australie, avec Hole (Magic Dirt a aussi joué à leurs concerts en Australie) et Silverchair. Le succès de Life Was Better attire un engouement international et Geoffrey Weiss, de la Warner Music américaine, traversera l'Australie pour voir jouer le groupe au Big Day Out. Weiss négocie un contrat avec leur agent, Gavan Purdy, et le groupe signe avec Warner. En août 1995, Daniel Herring quitte le groupe. Il fait son dernier enregistrement avec le single I Was Cruel, qui présente Thankyou, Daniel. Goodbye sur le vinyle. Dave Thomas, du groupe Bored!, qui a managé Magic Dirt à ses débuts, est recruté à la place de Herring à la guitare.
En février 1996, Dirt Records publie le premier album du groupe aux États-Unis. L'album est une compilation de leurs deux premiers EPs, accompagnés des morceaux Goofy Gumb, simplement intitulée Magic Dirt. En mars, Magic Dirt enregistre son premier album studio, Friends in Danger, à Sydney avec Paul McKercher (You Am I) à la production. Le style musical rappelle leurs débuts. Même si Warner attendait plus de morceaux dans la veine de Ice, le groupe préfère offrir un morceau live de 8 minutes, Bodysnatcher. Warner est mois qu'impressionné et offre au groupe de rééditer leur album. Le groupe refuse et, après la sortie de Friends in Danger en septembre, le label en fait peu pour promouvoir l'album. Friends in Danger atteint la 25e place de l'ARIA Albums Chart.
En janvier 1997, Magic Dirt retourne au Big Day Out. En juillet, Thomas part et est remplacé par Raúl Sánchez, ancien batteur d'un groupe de Melbourne appelé Muffcake. Le groupe enregistre son deuxième album, Young and Full of the Devil, aux Birdland Studios avec le producteur Lindsay Gravina. 
En avril 1998 sort Young and Full of the Devil, qui atteint le top 50.

### Période Warner (2000–2006)

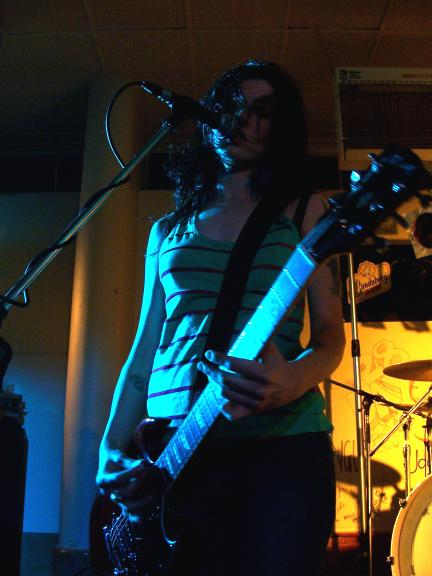
Adalita de Magic Dirt, en 2005.

En 2000, Magic Dirt signe ironiquement avec Warner Music Australia, et enregistre un troisième album, What Are Rockstars Doing Today, avec Phil Vinall (Placebo) à la production. Sorti en octobre, What Are Rockstars Doing Today atteint le top 40. 2001 et 2002 sont les années durant lesuqelles le groupe effectue sa tournée What Are Rockstars Doing Today.
Au début de 2003, Magic Dirt sort son quatrième album, Tough Love, enregistré aux Birdland Studios de Melbourne, également produit par Lindsay Gravina. Il est publié en août et atteint le top 15. Après le succès des singles radio Vulcanella et Watch Out Boys, Warner sort Plastic Loveless Letter. Il devient le plus gros hit du groupe en date, atteignant la sixième place de l'ARIA Singles Chart.
En 2004, Sánchez sort un album solo, Midnight Woolf.
En septembre 2005, Magic Dirt sort un cinquième album, Snow White, qui atteint le top 30.

### Emergency Music (2006–2011)
Après son départ de Warner, Magic Dirt lance son propre label, Emergency Music, en 2006. En octobre, Srsen annonce de nouvelles activités du groupe.
Dean Turner meurt le 21 août 2009 à 37 ans. Turner a été diagnostiqué d'un cancer rare il y a déjà neuf ans. Le groupe se sépare en 2010.

## Membres

### Derniers membres
- Adalita Srsen - chant, guitare
- Dean Turner - basse
- Raul Sanchez - guitare
- Adam Robertson - batterie

### Anciens membres
- Daniel Herring - guitare
- Dave Thomas - guitare
- Rowland S. Howard à certaines de leurs tournées

## Discographie
- Note: Excepté Friends In Danger, tous les disques de Magic Dirt sortis sur le label Au Go Go Records ne sont plus édités actuellement.

### Albums studio
- 1996 : Friends in Danger (Au Go Go Records, Warner)
- 1997 : Magic Dirt (EU Version) (Subway Records (Allemagne))
- 1998 : Young abd Full of the Devil (Au Go Go Records)
- 2000 : What Are Rockstars Doing Today (Warner)
- 2003 : Tough Love (Warner)
- 2005 : Snow White (Warner)
- 2007 : Roky's Room (Emergency Music)
- 2007 : Beast (Emergency Music)

### EP
- 1993 : Signs of Satanic Youth EP (Au Go Go Records)
- 1994 : Life Was Better EP (Au Go Go Records)
- 1996 : Magic Dirt (US Version) (Dirt Records)
- 2006 : Magic Dirt EP (Emergency Music)

### Singles
- "Supertear" (7") (1993)
- "Heroin"/"Goofy Gumb" (7") (1993)
- "Redhead" (7") (1995)
- "I Was Cruel" (10") (1995)
- "Goofy Gumb" (Split 7") (1996)
- "Shovel"/"Heavy Business" (promo) (1996)
- "Sparrow" (1997)
- "Rabbit With Fangs" (1997)
- "She-Riff" (1998)
- "Supertear 98" (7") (jamais commercialisé) (1998)
- "Kick Out the Jams" (7") (1998)
- "Expectations" (Crédité à Ronin System featuring Magic Dirt) (1999)
- "Dirty Jeans" (2000)
- "Pace It" (2001)
- "Supagloo" (2001)
- "Magazine"/"I Want a Dog" (Fanclub 7") (2001)
- "City Trash" (Promo radiophonique) (2002)
- "Vulcanella" (Promo radiophonique) (2003)
- "Watch Out Boys" (Promo) (2003)
- "Plastic Loveless Letter" (2003)
- "All My Crushes" (2004)
- "Locket" (2005)
- "I Love the Rain" (2005)
- "Bring Me the Head Of..." (Promo radiophonique) (2007)

### Bandes originales et compilations
- "Heroin" (The Velvet Underground cover) de Check This Action (1992)
- "Goofy Gumb" de That Was Then, This Is Now (1993)
- "My Pal" (GOD (en) cover) sur Idiot Box bande originale (1996)
- "Sparrow", version live tirée de Recovery: Hits From The Back Door (1997)
- "Rabbit With Fangs" version live tirée de Triple J: Lust For Live (1998)
- "Teenage Vampire" démo tirée de Hardcore Music In Ya Face! Warner sampler (2000)
- "Supernova" (Liz Phair cover) de Looking for Alibrandi soundtrack (2000)
- "Who Made Me Who I Am", collaboration avec Richard Franklin[Lequel ?] de Corroboration (2001)
- "Darling It Hurts" (Paul Kelly cover) de Woman At The Well (2001)
- "Watch Out Boys" démo précoce de The Secret Life of Us 3 (2003)

### Vidéos musicales
- "Redhead" (1993)
- "Ice" (1994)
- "Shovel" (1996)
- "Sparrow" (1997)
- "Dylan's Lullaby" (1997)
- "I Was Cruel" (Live on Recovery) (1997)
- "Pristine Christine" (1998)
- "She-Riff" (1998)
- "Dirty Jeans" (2000)
- "Pace It" (2001)
- "Supagloo" (2001)
- "City Trash" (2002)
- "Watch Out Boys" (2003)
- "Plastic Loveless Letter" (2003)
- "All My Crushes" (2004)
- "Locket" (2005)
- "I Love the Rain" (2005)
- "Bring Me the Head Of..." (2007)